# Žana Lelas
Žana Lelas (Split, 28. svibnja 1970. – Split, 15. rujna 2021.), hrvatska košarkašica, osvajačica srebrne medalje na Olimpijskim igrama u Seulu 1988. godine. Nastupajući za ŽKK Croatiu, 1995. je bila treći strijelac sezone u Kupu Lilliane Ronchetti, s prosjekom od 20,9 poena po utakmici.

## Vanjske poveznice
- HRT / Sport: Umrla proslavljena hrvatska košarkašica Žana Lelas
- Tportal.hr – Tužna vijest iz Splita: tragično je preminula Žana Lelas, jedna od najuspješnijih hrvatskih košarkašica u povijesti
- Sports-Reference.com – Žana Lelas